# Джинестра (коммуна)
Джинестра (итал. Ginestra) — коммуна в Италии, расположена в регионе Базиликата, подчиняется административному центру Потенца.
Население составляет 718 человек, плотность населения составляет 55 чел./км². Занимает площадь 13 км². Почтовый индекс — 85020. Телефонный код — 0972.
Покровителями коммуны почитаются Пресвятая Богородица (Madonna di Costantinopoli) и святитель Николай Мирликийский, чудотворец, празднование 6 декабря.